# Stèle en mémoire des disparus des Abdellys
La stèle en mémoire des disparus des Abdellys est un mémorial commémorant les vingt soldats disparus aux Abdellys lors de la guerre d'Algérie, installé en 2015 au cimetière du Père-Lachaise, à Paris en France.

## Historique

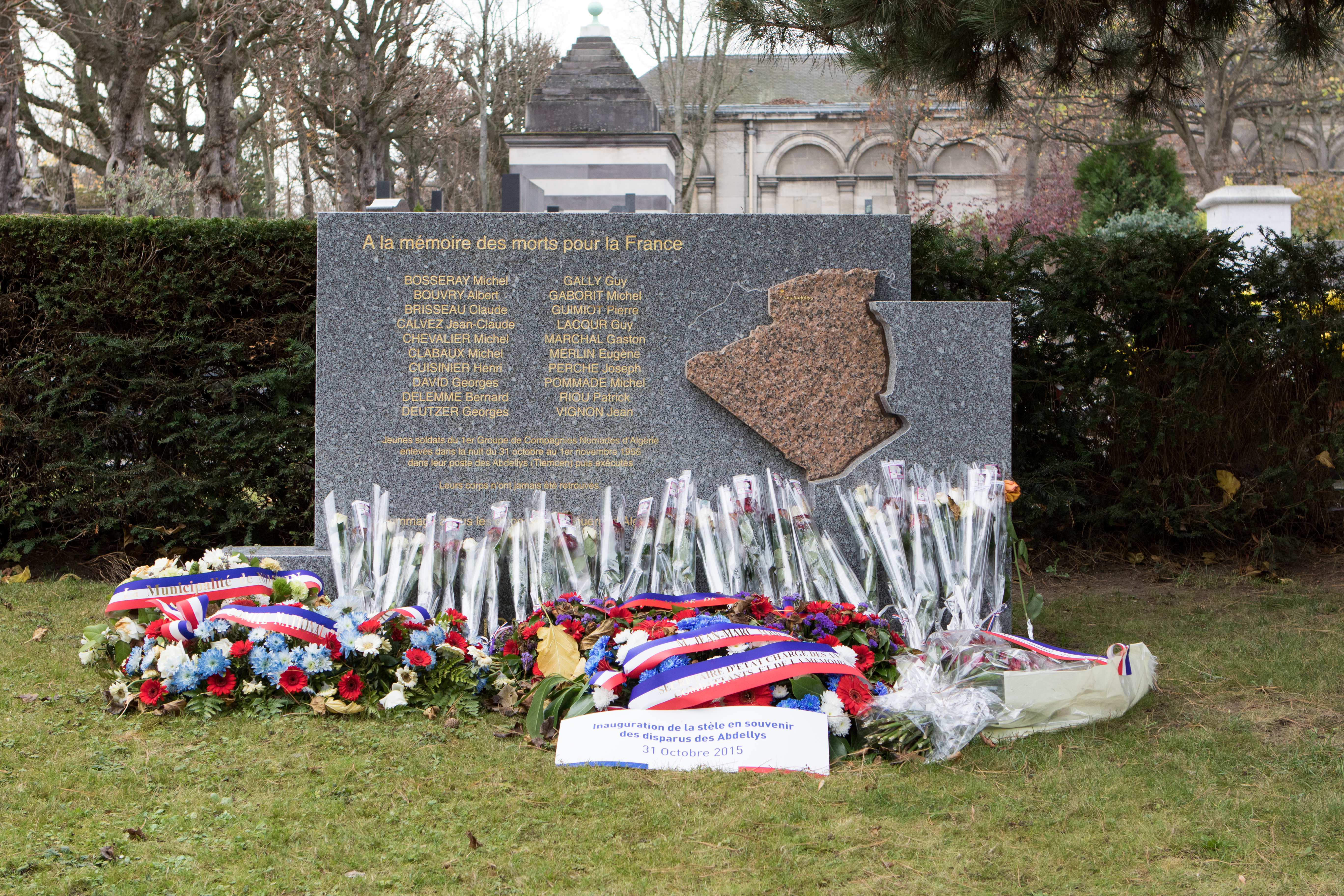
Inauguration de la stèle le 31 octobre 2015.

En 2015, le Conseil municipal de Paris adopte l'apposition d'une stèle en mémoire des disparus des Abdellys. La Ville de Paris met à disposition de l'Office national des anciens combattants et victimes de guerre (ONAC) un terrain de 0,70 m2 au cimetière du Père Lachaise en vue de l'édification d'une stèle commémorative à la mémoire des vingt soldats disparus dans les Abdellys en 1956 en Algérie,.
Le 1er novembre 1956, une compagnie du Groupement de compagnies nomades d'Algérie campe dans une ferme située à proximité du village des Abdellys, près de Tlemcen. Un commando de l'Armée de libération nationale (ALN) surgit en pleine nuit et capture 44 soldats (20 appelés métropolitains et 24 « supplétifs algériens »). L'armée française traque les ravisseurs sans répit pendant plusieurs jours, mais les prisonniers demeurent introuvables. Ils sont déclarés « Morts pour la France » le 25 mars 1963. Il faudra attendre cinquante ans pour connaître la vérité.
Dans un documentaire intitulé Disparus en mission diffusé en 2007, Claude Herbiet, historien amateur, et Christophe Weber, journaliste d'investigation, dévoilent les derniers jours des soldats. Le 9 novembre 1956, le commando de l'ALN se retrouve cerné par l'armée française qui les traquait, l'ALN décide d'assassiner les vingt appelés et de jeter leurs corps dans le gouffre de Ras El Oued,.
La stèle est inaugurée le 31 octobre 2015 lors d'une cérémonie présidée par Jean-Marc Todeschini, secrétaire d'État chargé des Anciens combattants, qui déclarera, :

« Avec cette stèle, c'est une identité, un nom, presque un visage, que chacun de ces vingt disparus morts pour la France va retrouver. »

## Caractéristiques
Simple stèle en marbre comportant l'épitaphe :

« À la mémoire des morts pour la France

[...]

Jeunes soldats du 1er Groupe de Compagnies Nomades d'Algérie enlevés dans la nuit du 31 octobre 1956 au 1er novembre 1956 dans leur poste des Abdellys (Tlemcen) puis exécutés.

Leurs corps n'ont jamais été retrouvés.

Hommage à tous les disparus de la guerre d'Algérie

AUX DISPARUS DES ABDELLYS »

La stèle comporte les noms, des vingt appelés du contingent enlevés dans le village des Abdellys, gravés en lettres d'or :
| Nom                                                   | Naissance         | Grade            | Référence |
| ----------------------------------------------------- | ----------------- | ---------------- | --------- |
| BOSSERAY Michel                                       | 11 mai 1934       | Sergent          | [ a ]     |
| BOUVRY Albert                                         | 1er novembre 1934 | Sergent          | [ b ]     |
| BRISSEAU Claude                                       | 11 février 1935   | Soldat 2e classe | [ c ]     |
| CALVEZ Jean-Claude                                    | 3 janvier 1935    | Soldat           | [ d ]     |
| CHEVALIER Michel (orthographe correcte : CHEVAILLIER) | 4 janvier 1935    | Soldat           | [ e ]     |
| CLABAUX Michel                                        | 23 octobre 1934   | Soldat           | [ f ]     |
| CUISINIER Henri                                       | 15 décembre 1934  | Soldat           | [ g ]     |
| DAVID Georges                                         | 1er avril 1934    | Soldat           | [ h ]     |
| DELEMME Bernard                                       | 15 novembre 1934  | Soldat           | [ i ]     |
| DEUTZER Georges                                       | 24 avril 1932     | Sergent          | [ j ]     |
| GALLY Guy                                             | 10 août 1935      | Soldat           | [ k ]     |
| GABORIT Michel                                        | 25 novembre 1934  | Soldat           | [ l ]     |
| GUIMIOT Pierre                                        | 2 octobre 1934    | Soldat           | [ m ]     |
| LACOUR Guy                                            | 17 novembre 1934  | Soldat           | [ n ]     |
| MARCHAL Gaston                                        | 28 mars 1932      |                  | [ o ]     |
| MERLIN Eugène                                         | 18 mars 1934      | Caporal          | [ p ]     |
| PERCHE Joseph                                         | 6 septembre 1933  |                  | [ q ]     |
| POMMADE Michel                                        | 2 février 1934    | Caporal          | [ r ]     |
| RIOU Patrick                                          | 30 septembre 1936 | Caporal-Chef     | [ s ]     |
| VIGNON Jean                                           | 9 novembre 1934   | Caporal          | [ t ]     |

## Localisation
La stèle est apposée dans la partie mémorielle du Père-Lachaise, non loin des mémoriaux en hommage aux victimes de la Shoah. Elle se trouve dans la 88e division du cimetière du Père-Lachaise, en bordure de l'allée des Fédérés. La stèle se trouve dans le voisinage immédiat de la stèle en hommage aux victimes de l'OAS inaugurée en 2011.